# Krestušac
Krestušac (bresinjača, mlekača, lat. Polygala), velikoi biljni rod iz porodice krestuščevki, red mahunarki (Fabales). pripada mu 659 priznata vrsta Rod jednogodišnjeg raslinja, vazdazelenih trajnica, grmova i drveća raširenih po svim kontinentima.
Ime roda doazi od grčkog polzs (mnogo) i gala (mlijeko), jer se mislilo da stoka koja pase ovu biljku daje mnogo mlijeka, pa otuda za ovaj rod i naziv mlekača. Rod je dao svoje ime porodici, a i nekadašnjem vlastitom redu krestušolike Polygalales, ali se danas vodi pod redd bobolike (Fabales). 
U Hrvatskoj raste tek nekoliko vrsta Polygala alpestris s podvrstom hrvatski krestušac, gorki krestušac (Polygala amara), Polygala amarella, kitnjasti krestušac (Polygala comosa), veliki krestušac (P. major), francuski krestušac (Polygala monspeliaca), velecvjetni krestušac (Polygala nicaeensis) i obični krestušac (Polygala vulgaris).
Šimširasti ili zimzeleni krestušac pripada rodu Polygaloides, a sinonim mu je (Polygala chamaebuxus), i ne pripada ovom rodu

## Vrste
1. Polygala abreui Marques & J.F.B.Pastore
2. Polygala abyssinica R.Br. ex Fresen.
3. Polygala abyssinica R.Br. ex Fresen.
4. Polygala acarnanica (Chodat) Kožuharov & Petrova
5. Polygala acicularis Oliv.
6. Polygala adamsonii Exell
7. Polygala adenophora DC.
8. Polygala adenophylla A.St.-Hil. & Moq.
9. Polygala affinis DC.
10. Polygala afra Paiva
11. Polygala africana Chodat
12. Polygala alba Nutt.
13. Polygala albida Schinz
14. Polygala albowii Kem.-Nath.
15. Polygala alpestris Rchb.
16. Polygala alpicola Rupr.
17. Polygala alpina (DC.) Steud.
18. Polygala altomontana Lüdtke, Boldrini & Miotto
19. Polygala amara L.
20. Polygala amarella Crantz
21. Polygala amatymbica Eckl. & Zeyh.
22. Polygala amboniensis Gürke
23. Polygala amphothrix S.F.Blake
24. Polygala anatolica Boiss. & Heldr.
25. Polygala andensis Chodat
26. Polygala anderssonii B.L.Rob.
27. Polygala andringitrensis Paiva
28. Polygala angolensis Chodat
29. Polygala ankaratrensis H.Perrier
30. Polygala annectens S.F.Blake
31. Polygala antunesii Gürke
32. Polygala aparinoides Hook. & Arn.
33. Polygala aphylla A.W.Benn.
34. Polygala apiculata Huter, Porta & Rigo
35. Polygala apodanthera S.F.Blake
36. Polygala apparicioi Brade
37. Polygala appendiculata Vell.
38. Polygala appressa Benth.
39. Polygala appressipilis S.F.Blake
40. Polygala arcuata Hayata
41. Polygala arenaria Willd.
42. Polygala arenicola Gürke
43. Polygala argentea Thulin
44. Polygala argentinensis Chodat
45. Polygala arillata Buch.-Ham. ex D.Don
46. Polygala arvensis Willd.
47. Polygala arvicola Bojer
48. Polygala asbestina Burch.
49. Polygala aschersoniana Chodat
50. Polygala aspalatha L.
51. Polygala asperuloides Kunth
52. Polygala atacorensis Jacq.-Fél.
53. Polygala atropurpurea A.St.-Hil. & Moq.
54. Polygala australis A.W.Benn.
55. Polygala azizsancarii Dönmez
56. Polygala baetica Willk.
57. Polygala baikiei Chodat
58. Polygala bakeriana Chodat
59. Polygala balduinii Nutt.
60. Polygala barbata R.A.Kerrigan
61. Polygala barbellata S.K.Chen
62. Polygala bariensis Thulin
63. Polygala barklyensis R.A.Kerrigan
64. Polygala baumii Gürke
65. Polygala bawanglingensis F.W.Xing & Z.X.Li
66. Polygala berlandieri S.Watson
67. Polygala bevilacquae Marques
68. Polygala bifoliata R.A.Kerrigan
69. Polygala biformipilis S.F.Blake
70. Polygala birmanica Chodat
71. Polygala blakeana Steyerm.
72. Polygala bocainensis Brade
73. Polygala boissieri Coss.
74. Polygala bolbothrix Dunn
75. Polygala boliviensis A.W.Benn.
76. Polygala bomiensis S.K.Chen & J.Parn.
77. Polygala bonariensis Grondona
78. Polygala bowkerae Harv.
79. Polygala boykinii Nutt.
80. Polygala brachyanthema S.F.Blake
81. Polygala brachyphylla Chodat
82. Polygala brachyptera Griseb.
83. Polygala brachysepala S.F.Blake
84. Polygala brachytropis S.F.Blake
85. Polygala bracteata A.W.Benn.
86. Polygala bracteolata L.
87. Polygala brandegeeana Chodat
88. Polygala brasiliensis L.
89. Polygala brevialata Chodat
90. Polygala brevifolia Nutt.
91. Polygala britteniana Chodat
92. Polygala bryoides A.St.-Hil. & Moq.
93. Polygala butyracea Heckel
94. Polygala buxiformis Hassk.
95. Polygala caerulescens S.F.Blake
96. Polygala calcarea F.W.Schultz
97. Polygala callispora Chodat
98. Polygala campestris Gardner
99. Polygala canaliculata R.A.Kerrigan
100. Polygala capillaris E.Mey. ex Harv.
101. Polygala cardiocarpa Kurz
102. Polygala carnosa Mukerjee
103. Polygala carnosicaulis W.H.Chen & Y.M.Shui
104. Polygala carphoides Chodat
105. Polygala carueliana (Burnat ex A.W.Benn.) Caruel
106. Polygala caucasica Rupr.
107. Polygala caudata Rehder & E.H.Wilson
108. Polygala ceciliana Marques & J.F.B.Pastore
109. Polygala celosioides Mart. ex A.W.Benn.
110. Polygala chamaecyparis Chodat
111. Polygala chapadensis Chodat ex Grondona
112. Polygala chapmanii Torr. & A.Gray
113. Polygala chiapensis S.F.Blake
114. Polygala chinensis L.
115. Polygala cisandina Chodat
116. Polygala citrina Thulin
117. Polygala claessensii Chodat
118. Polygala clavistyla R.A.Kerrigan
119. Polygala cneorum A.St.-Hil. & Moq.
120. Polygala comosa Schkuhr
121. Polygala compacta Rose
122. Polygala compressa H.Perrier
123. Polygala conferta A.W.Benn.
124. Polygala conosperma Bojer
125. Polygala conzattii Rose
126. Polygala coralliformis R.A.Kerrigan
127. Polygala coriacea A.St.-Hil. & Moq.
128. Polygala coridifolia C.Presl
129. Polygala corifolia Triana & Planch.
130. Polygala corralitae Tombesi & R.Kiesling
131. Polygala crassitesta R.A.Kerrigan
132. Polygala crenata C.W.James
133. Polygala cretacea Kotov
134. Polygala crinita Chodat
135. Polygala crista-galli Chodat
136. Polygala cristata P.Taylor
137. Polygala crotalarioides Buch.-Ham. ex DC.
138. Polygala crucianelloides DC.
139. Polygala cruciata L.
140. Polygala curtissii A.Gray
141. Polygala cuspidata DC.
142. Polygala cuspidulata S.F.Blake
143. Polygala cymosa Walter
144. Polygala cyparissias A.St.-Hil. & Moq.
145. Polygala dasanensis Thulin
146. Polygala dasyphylla Levyns
147. Polygala decidua S.F.Blake
148. Polygala declinata (Harv.) Paiva
149. Polygala deflorata Chodat
150. Polygala densifolia A.St.-Hil. & Moq.
151. Polygala densiracemosa Lüdtke & Miotto
152. Polygala dependens R.A.Kerrigan
153. Polygala desiderata Speg.
154. Polygala dewevrei Exell
155. Polygala dhofarica Baker
156. Polygala didyma C.Y.Wu
157. Polygala difficilis R.A.Kerrigan
158. Polygala dimorphotricha R.A.Kerrigan
159. Polygala dispar Ghaz.
160. Polygala distans A.St.-Hil. & Moq.
161. Polygala doerfleri Hayek
162. Polygala dolichocarpa S.F.Blake
163. Polygala duarteana A.St.-Hil. & Moq.
164. Polygala dunniana H.Lév.
165. Polygala edmundii Chodat
166. Polygala effusa Paiva & Thulin
167. Polygala ehlersii Gürke
168. Polygala elegans Royle
169. Polygala eminensis Baker
170. Polygala engleri Chodat
171. Polygala engleriana Buscal. & Muschl.
172. Polygala ephedroides Burch.
173. Polygala equisetoides A.St.-Hil. & Moq.
174. Polygala ericifolia DC.
175. Polygala eriocephala F.Muell. ex Benth.
176. Polygala erioptera DC.
177. Polygala erlangeri Gürke ex Chodat
178. Polygala erubescens E.Mey. ex Chodat
179. Polygala evolvulacea Barneby
180. Polygala exelliana Troupin
181. Polygala exilis DC.
182. Polygala exserta S.F.Blake
183. Polygala exsquarrosa Adema
184. Polygala fallax Hemsl.
185. Polygala fendleri Chodat
186. Polygala fernandesiana Paiva
187. Polygala filicaulis Baill.
188. Polygala flavescens DC.
189. Polygala fontellana Marques & A.C.A.Aguiar
190. Polygala forojulensis A.Kern.
191. Polygala fragilis Paiva
192. Polygala franchetii Chodat
193. Polygala francisci Exell
194. Polygala fruticosa P.J.Bergius
195. Polygala furcata Royle
196. Polygala gabrielae Domin
197. Polygala galapageia Hook.f.
198. Polygala galeocephala R.A.Kerrigan
199. Polygala galeottii Chodat
200. Polygala galioides Poir.
201. Polygala ganguelensis Exell & Mendonça
202. Polygala garcini DC.
203. Polygala gawenensis Thulin
204. Polygala gayi A.W.Benn.
205. Polygala gazensis Baker f.
206. Polygala geniculata R.A.Kerrigan
207. Polygala gerrardii Chodat
208. Polygala gilletiana E.Petit
209. Polygala gillettii Paiva
210. Polygala glaucifolia R.A.Kerrigan
211. Polygala glaucoides L.
212. Polygala glaziowii Chodat
213. Polygala globulifera Dunn
214. Polygala glochidiata Kunth
215. Polygala gnidioides Willd.
216. Polygala goetzei Gürke
217. Polygala gomesiana Welw. ex Oliv.
218. Polygala gondarensis Chiov.
219. Polygala gossweileri Exell & Mendonça
220. Polygala goudahensis Paiva
221. Polygala gracilenta Burtt Davy
222. Polygala gracilipes Harv.
223. Polygala gracillima S.Watson
224. Polygala grandidieri Baill.
225. Polygala grazielae Marques
226. Polygala greveana Baill.
227. Polygala grossheimii Kem.-Nath.
228. Polygala guaranitica Chodat
229. Polygala guerichiana Engl.
230. Polygala guineensis Willd.
231. Polygala guneri Yild.
232. Polygala gymnoclada MacOwan
233. Polygala gypsophila Thulin
234. Polygala hainanensis Chun & F.C.How
235. Polygala hamarensis Thulin & Raimondo
236. Polygala harleyi Marques
237. Polygala hecatantha Urb.
238. Polygala helenae Greuter
239. Polygala hemipterocarpa A.Gray
240. Polygala herbiola A.St.-Hil. & Moq.
241. Polygala heterantha H.Perrier
242. Polygala hickeniana Grondona
243. Polygala hieronymi Chodat
244. Polygala hildebrandtii Baill.
245. Polygala hintonii S.F.Blake
246. Polygala hirsutula Arn.
247. Polygala hispida Burch. ex DC.
248. Polygala hohenackeriana Fisch. & C.A.Mey.
249. Polygala homblei Exell
250. Polygala hongkongensis Hemsl.
251. Polygala hookeri Torr. & A.Gray
252. Polygala hottentotta C.Presl
253. Polygala houtboshiana Chodat
254. Polygala huillensis Welw. ex Oliv.
255. Polygala humbertii H.Perrier
256. Polygala humifusa Paiva
257. Polygala hygrophila Kunth
258. Polygala illepida E.Mey. ex Harv.
259. Polygala × ilseana Graebn.
260. Polygala inaequiloba Turcz.
261. Polygala incarnata L.
262. Polygala inexpectata Pesmen & Erik
263. Polygala integra R.A.Kerrigan
264. Polygala irregularis Boiss.
265. Polygala irwinii Wurdack
266. Polygala isaloensis H.Perrier
267. Polygala isingii Pedley
268. Polygala isocarpa Chodat
269. Polygala jacobii Chandrab.
270. Polygala jamaicensis Chodat
271. Polygala japonica Houtt.
272. Polygala javana DC.
273. Polygala jefensis W.H.Lewis
274. Polygala judithea J.F.B.Pastore
275. Polygala jujuyensis Grondona
276. Polygala juncea A.St.-Hil. & Moq.
277. Polygala kajii Paiva
278. Polygala kalaboensis Paiva
279. Polygala kalaxariensis Schinz
280. Polygala kalunga J.F.B.Pastore
281. Polygala karensium Kurz
282. Polygala kasikensis Exell
283. Polygala khasiana Hassk.
284. Polygala kilimandjarica Chodat
285. Polygala kimberleyensis R.A.Kerrigan
286. Polygala koi Merr.
287. Polygala × kotovii Val.N.Tikhom.
288. Polygala kradungensis H.Koyama
289. Polygala krumanina Burch. ex Ficalho & Hiern
290. Polygala kurdica C.C.Towns.
291. Polygala kuriensis A.G.Mill.
292. Polygala kurtzii A.W.Benn.
293. Polygala kyoukmyoungensis Mukerjee
294. Polygala labatii Wahlert, G.E.Schatz & Phillipson
295. Polygala lactiflora Paiva & Brummitt
296. Polygala lancifolia A.St.-Hil. & Moq.
297. Polygala langebergensis Levyns
298. Polygala lasiosepala Levyns
299. Polygala latistyla Pendry
300. Polygala latouchei Franch.
301. Polygala laxifolia Exell
302. Polygala lecardii Chodat
303. Polygala leendertziae Burtt Davy
304. Polygala lehmanniana Eckl. & Zeyh.
305. Polygala leptophylla Burch.
306. Polygala leptosperma Chodat
307. Polygala leptostachys Shuttlew. ex A.Gray
308. Polygala leucantha A.W.Benn.
309. Polygala leucothyrsa Woronow
310. Polygala levynsiana Paiva
311. Polygala lewtonii Small
312. Polygala lhunzeensis C.Y.Wu & S.K.Chen
313. Polygala lijiangensis C.Y.Wu & S.K.Chen
314. Polygala limae Exell
315. Polygala linoides Poir.
316. Polygala loanzensis Exell
317. Polygala longeracemosa H.Perrier
318. Polygala longicaulis Kunth
319. Polygala longifolia Poir.
320. Polygala longiloba S.F.Blake
321. Polygala longipes S.F.Blake
322. Polygala lozanii Rose
323. Polygala ludwigiana Eckl. & Zeyh.
324. Polygala luenensis Paiva
325. Polygala lusitanica Welw. ex Chodat
326. Polygala lutea L.
327. Polygala luteoviridis Chodat
328. Polygala lycopodioides Chodat
329. Polygala lysimachiifolia Chodat
330. Polygala macowaniana Paiva
331. Polygala macrobotrya Domin
332. Polygala macrolophos Hassk.
333. Polygala macroptera DC.
334. Polygala macrostigma Chodat
335. Polygala magdalenae Brandegee
336. Polygala major Jacq.
337. Polygala makaschwilii Kem.-Nath.
338. Polygala malesiana Adema
339. Polygala malmeana Chodat
340. Polygala mandonii Chodat
341. Polygala mandrarensis Phillipson & G.E.Schatz
342. Polygala marensis Burtt Davy
343. Polygala mariamae Tamamsch.
344. Polygala mariana Mill.
345. Polygala mascatensis Boiss.
346. Polygala mathusiana Chodat
347. Polygala matogrossensis J.F.B.Pastore
348. Polygala mcvaughii T.Wendt
349. Polygala melilotoides Chodat
350. Polygala membranacea (Miq.) Görts
351. Polygala mendoncae E.Petit
352. Polygala meonantha Chodat
353. Polygala meridionalis Levyns
354. Polygala messambuziensis Paiva
355. Polygala mexicana Moc. ex Cav.
356. Polygala microlopha Burch. ex DC.
357. Polygala microphylla L.
358. Polygala microspora S.F.Blake
359. Polygala microtricha S.F.Blake
360. Polygala millspaughiana Paiva
361. Polygala minarum J.F.B.Pastore
362. Polygala minuta Paiva
363. Polygala misella Bernardi
364. Polygala moggii Raffaelli, Mosti & Tardelli
365. Polygala molluginifolia A.St.-Hil. & Moq.
366. Polygala monosperma A.W.Benn.
367. Polygala monspeliaca L.
368. Polygala mooneyi M.G.Gilbert
369. Polygala moquiniana A.St.-Hil. & Moq.
370. Polygala mossamedensis Paiva
371. Polygala mossii Exell
372. Polygala multicaulis Tausch
373. Polygala multiceps Mart. ex A.W.Benn.
374. Polygala multiflora Poir.
375. Polygala multifurcata Mildbr.
376. Polygala muratii Jacq.-Fél.
377. Polygala myriantha Chodat
378. Polygala myrtifolia L.
379. Polygala myrtillopsis Welw. ex Oliv.
380. Polygala nambalensis Gürke
381. Polygala nana (Michx.) DC.
382. Polygala nathadzeaeA.I.Kuth.
383. Polygala nematocaulis Levyns
384. Polygala nematophylla Exell
385. Polygala nemoralis A.W.Benn.
386. Polygala neurocarpa Brandegee
387. Polygala nicaeensis Risso ex W.D.J.Koch
388. Polygala nikeliophila Marques & J.F.B.Pastore
389. Polygala nodiflora Chodat
390. Polygala northropiana R.N.Banerjee
391. Polygala nudicaulis A.W.Benn.
392. Polygala nuttallii Torr. & A.Gray
393. Polygala nyikensis Exell
394. Polygala oaxacana Chodat
395. Polygala obliqua Pendry
396. Polygala obovata A.St.-Hil. & Moq.
397. Polygala obtusissima Hochst. ex Chodat
398. Polygala obversa R.A.Kerrigan
399. Polygala oedipus Speg.
400. Polygala oedophylla S.F.Blake
401. Polygala ohlendorfiana Eckl. & Zeyh.
402. Polygala oligosperma C.Y.Wu
403. Polygala oliveriana Exell & Mendonça
404. Polygala omissa Bal.-Tul. & P.Herrera
405. Polygala oophylla S.F.Blake
406. Polygala ophiura Chodat
407. Polygala orbicularis Benth.
408. Polygala oreophila Speg.
409. Polygala oreotrephes B.L.Burtt
410. Polygala padulae Arrigoni
411. Polygala pallida E.Mey. ex Harv.
412. Polygala paludicola Gürke
413. Polygala panamensis Chodat
414. Polygala paniculata L.
415. Polygala papilionacea Boiss.
416. Polygala pappeana Eckl. & Zeyh.
417. Polygala papuana (Steenis) Meijden
418. Polygala parkeri Levyns
419. Polygala parrasana Brandegee
420. Polygala parviloba R.A.Kerrigan
421. Polygala patagonica Phil.
422. Polygala patens J.F.B.Pastore & Marques
423. Polygala × pawlowskii Rothm.
424. Polygala pearcei A.W.Benn.
425. Polygala pedemontana E.P.Perrier & B.Verl.
426. Polygala pedicellata S.F.Blake
427. Polygala peduncularis Burch. ex DC.
428. Polygala pellucida Lace
429. Polygala pendulina R.A.Kerrigan
430. Polygala pennellii S.F.Blake
431. Polygala peplis Baill.
432. Polygala perdurans Pendry
433. Polygala perennis S.F.Blake
434. Polygala perrieri Paiva
435. Polygala persicariifolia DC.
436. Polygala persistens A.W.Benn.
437. Polygala peruviana A.W.Benn.
438. Polygala peshmenii Eren, Parolly, Raus & Kürschner
439. Polygala petitiana A.Rich.
440. Polygala petrophila R.A.Kerrigan
441. Polygala phoenicistes S.F.Blake
442. Polygala plagioptera Linden & Planch.
443. Polygala platyptera Bornm. & Gauba
444. Polygala poaya Mart.
445. Polygala poggei Gürke
446. Polygala polifolia C.Presl
447. Polygala polyedra Brandegee
448. Polygala polygama Walter
449. Polygala pottebergensis Levyns
450. Polygala praecox R.A.Kerrigan
451. Polygala praetermissa Thulin
452. Polygala praticola Chodat
453. Polygala preslii Spreng.
454. Polygala producta N.E.Br.
455. Polygala pruinosa Boiss.
456. Polygala pseudoalpestris (Gren.) Dalla Torre & Sarnth.
457. Polygala pseudocoelosioides Chodat
458. Polygala pseudocoriacea Chodat
459. Polygala pseudoerica A.St.-Hil. & Moq.
460. Polygala pseudogarcini Chodat
461. Polygala pseudohospita (Tamamsch.) Tamamsch.
462. Polygala pseudovariabilis Chodat
463. Polygala pterocarpa R.A.Kerrigan
464. Polygala pterocarya Chodat
465. Polygala pteropoda H.Perrier
466. Polygala pubiflora Burch. ex DC.
467. Polygala pulchella A.St.-Hil. & Moq.
468. Polygala pumila Norlind
469. Polygala punctata A.W.Benn.
470. Polygala pungens Burch.
471. Polygala pycnantha R.A.Kerrigan
472. Polygala pyroloides Gagnep.
473. Polygala quitensis Turcz.
474. Polygala raddiana A.St.-Hil. & Moq.
475. Polygala ramosa Elliott
476. Polygala rarifolia DC.
477. Polygala rausiana U.Raabe, Kit Tan, Iatroú, Vold & Parolly
478. Polygala recognita Chodat
479. Polygala refracta Burch. ex DC.
480. Polygala regnellii Chodat
481. Polygala rehmannii Chodat
482. Polygala reinii Franch. & Sav.
483. Polygala remota A.W.Benn.
484. Polygala resedoides A.St.-Hil.
485. Polygala resendeana Paiva
486. Polygala resinosa S.K.Chen
487. Polygala retamoides (H.Perrier) Wahlert, Phillipson & G.E.Schatz
488. Polygala retiefiana Paiva & Figueiredo
489. Polygala retifolia S.F.Blake
490. Polygala revoluta Gardner
491. Polygala rhinanthoides Sol. ex Benth.
492. Polygala rhinostigma Chodat
493. Polygala rhynchocarpa R.A.Kerrigan
494. Polygala rhynchosperma S.F.Blake
495. Polygala rhysocarpa S.F.Blake
496. Polygala rigens Burch.
497. Polygala rigida A.St.-Hil. & Moq.
498. Polygala riograndensis Lüdtke & Miotto
499. Polygala rivularis Gürke
500. Polygala robsonii Exell
501. Polygala robusta Gürke
502. Polygala rodrigueana Paiva
503. Polygala rojasii Chodat
504. Polygala rosea Desf.
505. Polygala rosei Hicken
506. Polygala rosmarinifolia Wight & Arn.
507. Polygala rossica Kem.-Nath.
508. Polygala rostrata Chodat
509. Polygala roubienna A.St.-Hil. & Moq.
510. Polygala rugelii Shuttlew. ex A.Gray
511. Polygala rupestris Pourr.
512. Polygala rupicola Hochst. & Steud. ex A.Rich.
513. Polygala russelliana S.F.Blake
514. Polygala ruwenzoriensis Chodat
515. Polygala sabuletorum Skottsb.
516. Polygala saccopetala R.A.Kerrigan
517. Polygala sadebeckiana Gürke
518. Polygala saginoides Griseb.
519. Polygala salasiana Gay
520. Polygala salviniana A.W.Benn.
521. Polygala sanariapoana Steyerm.
522. Polygala sancti-georgii L.Riley
523. Polygala sanguinea L.
524. Polygala sansibarensis Gürke
525. Polygala santacruzensis Grondona
526. Polygala santanderensis Killip & Steyerm.
527. Polygala saprophytica Chodat ex Grondona
528. Polygala sardoa Chodat
529. Polygala savannarum Chodat
530. Polygala saxicola Dunn
531. Polygala schinziana Chodat
532. Polygala schirvanica Grossh.
533. Polygala schoenlankii O.Hoffm. & Hildebr.
534. Polygala schweinfurthii Chodat
535. Polygala scoparia Kunth
536. Polygala scoparioides Chodat
537. Polygala scorpioides R.A.Kerrigan
538. Polygala sedoides A.W.Benn.
539. Polygala sekhukhuniensis Retief, S.J.Siebert & A.E.van Wyk
540. Polygala selaginoides A.W.Benn.
541. Polygala seleri Chodat
542. Polygala sellowiana A.St.-Hil. & Moq.
543. Polygala semialata S.Watson
544. Polygala seminuda Harv.
545. Polygala senega L.
546. Polygala senensis Klotzsch
547. Polygala septentrionalis Troupin
548. Polygala sericea A.W.Benn.
549. Polygala serpentaria Eckl. & Zeyh.
550. Polygala serpyllifolia Hosé
551. Polygala setacea Michx.
552. Polygala sfikasiana Kit Tan
553. Polygala shinnersii W.H.Lewis
554. Polygala sibirica L.
555. Polygala sinaica Botsch.
556. Polygala sinaloae S.F.Blake
557. Polygala sincorensis Chodat
558. Polygala sinisica Arrigoni
559. Polygala sipapoana Wurdack
560. Polygala × skrivanekii Podp.
561. Polygala smallii R.R.Sm. & D.B.Ward
562. Polygala solieri Gay
563. Polygala somaliensis Baker
564. Polygala sophiae Kem.-Nath.
565. Polygala sosnowskyi Kem.-Nath.
566. Polygala sparsiflora Oliv.
567. Polygala spathulata Griseb.
568. Polygala sphaerocephala Chodat
569. Polygala sphenoptera Fresen.
570. Polygala spicata Chodat
571. Polygala spinescens Gillies ex Hook. & Arn.
572. Polygala spruceana A.W.Benn.
573. Polygala squamifolia C.Wright ex Griseb.
574. Polygala stenocarpa S.F.Blake
575. Polygala stenoclada Benth.
576. Polygala stenopetala Klotzsch
577. Polygala stenophylla A.Gray
578. Polygala stenosepala (Benth.) R.A.Kerrigan
579. Polygala stephaniana Marques
580. Polygala steudneri Chodat
581. Polygala stocksiana Boiss.
582. Polygala stricta A.St.-Hil. & Moq.
583. Polygala suanica Tamamsch.
584. Polygala subalata S.Watson
585. Polygala subandina Phil.
586. Polygala subdioica H.Perrier
587. Polygala subopposita S.K.Chen
588. Polygala subtilis Kunth
589. Polygala subuniflora Boiss. & Heldr.
590. Polygala subverticillata Chodat
591. Polygala succulenta R.A.Kerrigan
592. Polygala suganumae J.F.B.Pastore & Marques
593. Polygala sumatrana Miq.
594. Polygala supina Schreb.
595. Polygala tacianae J.F.B.Pastore & Harley
596. Polygala tamamschaniae V.I.Dorof.
597. Polygala tamariscea Mart. ex A.W.Benn.
598. Polygala tatarinowii Regel
599. Polygala telephium Chodat
600. Polygala tellezii T.Wendt
601. Polygala tenuicaulis Hook.f.
602. Polygala tenuifolia Willd.
603. Polygala tenuis DC.
604. Polygala tenuissima Chodat
605. Polygala tepperi F.Muell.
606. Polygala teretifolia L.f.
607. Polygala thunbergii DC.
608. Polygala timoutoides Chodat
609. Polygala timoutou Aubl.
610. Polygala tinctoria Vahl
611. Polygala tisserantii Jacq.-Fél.
612. Polygala tonkinensis Chodat
613. Polygala torrei Exell
614. Polygala transcaucasica Tamamsch.
615. Polygala transvaalensis Chodat
616. Polygala tricholopha Chodat
617. Polygala trichoptera Chodat
618. Polygala trichosperma Jacq.
619. Polygala triflora L.
620. Polygala trifurcata Chodat
621. Polygala triquetra C.Presl
622. Polygala tuberculata Chodat
623. Polygala turcica Dönmez & Ugurlu
624. Polygala turgida Rose
625. Polygala umbellata L.
626. Polygala umbonata Craib
627. Polygala uncinata E.Mey. ex Meisn.
628. Polygala urartu Tamamsch.
629. Polygala usafuensis Gürke
630. Polygala validiflora R.A.Kerrigan
631. Polygala veadeiroensis J.F.B.Pastore
632. Polygala velata S.F.Blake
633. Polygala venenosa Juss. ex Poir.
634. Polygala ventanensis Grondona
635. Polygala venulosa Sm.
636. Polygala vergrandis W.H.Lewis
637. Polygala verticillata L.
638. Polygala vilcabambae B.Eriksen & B.Ståhl
639. Polygala virgata Thunb.
640. Polygala viridis S.Watson
641. Polygala vittata Paiva
642. Polygala vollii Brade
643. Polygala vulgaris L.
644. Polygala watsonii Chodat
645. Polygala wattersii Hance
646. Polygala weberbaueri Chodat
647. Polygala welwitschii Chodat
648. Polygala wenxianensis Y.S.Zhou & Z.X.Peng
649. Polygala westii Exell
650. Polygala wettsteinii Chodat
651. Polygala wightiana Wall. ex Wight & Arn.
652. Polygala williamsii Böcher, Hjert. & Rahn
653. Polygala wilmsii Chodat
654. Polygala wilsonii Small
655. Polygala wittebergensis Compton
656. Polygala wittei Exell
657. Polygala woodii Chodat
658. Polygala wurdackiana W.H.Lewis
659. Polygala wuzhishanensis S.K.Chen & J.Parn.
660. Polygala xanthina Chodat
661. Polygala xanti A.Gray
662. Polygala yemenica Chodat
663. Polygala youngii Exell
664. Polygala zambesiaca Paiva